# 高田蝶衣
高田 蝶衣（たかだ ちょうい、1886年1月30日 - 1930年9月23日）は、兵庫県津名郡釜口村字里（現：淡路市釜口字里）出身の俳人。旧制洲本中学校卒。中学の教頭・大谷繞石の影響で俳句をはじめ「ホトトギス」に投句、同人誌「落葉」を主宰。1904年、早稲田大学政経科入学。1906年、高浜虚子の　「俳諧散心句会」に参加し指導を受ける。同年、肋膜炎のため大学を中退し帰郷。故郷で小学校の教諭となるが、病のため続かず俳句を主とし「ホトトギス」「懸葵」に投句した。1908年に句集『島舟』（俳書堂）を出版。河東碧梧桐門とも交流があった。1917年に神戸湊川神社の主典となったが、やはり病の悪化のため1919年に帰郷している。1930年、淡路島で死去。44歳。代表句に「この国の表裏をつくり山眠る」などがあり、清新な叙情性のある句風であった。没後1933年に『蝶衣句稿 青垣山』、1941年に『蝶衣俳句全集』が刊行されている。

## 関連文献
- 小早川健　『俳人・高田蝶衣』 翰林書房 1993年